# Lange (musicien)
Pour les articles homonymes, voir Lange.
Stuart James Langelaan, plus connu sous le pseudonyme de Lange, né à Shrewsbury le 4 juin 1974, est un disc jockey et producteur britannique spécialiste de la musique trance.

## Discographie

### Albums
- Better Late Than Never (2007)
- Harmonic Motion (2010)
- We Are Lucky People (2013)